# Isidor Kaufmann

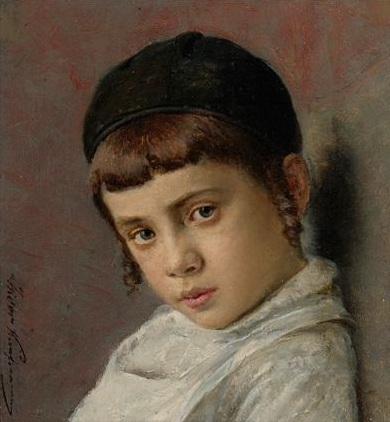
Chân dung bé trai người do thái để kiểu Tóc Do Thái

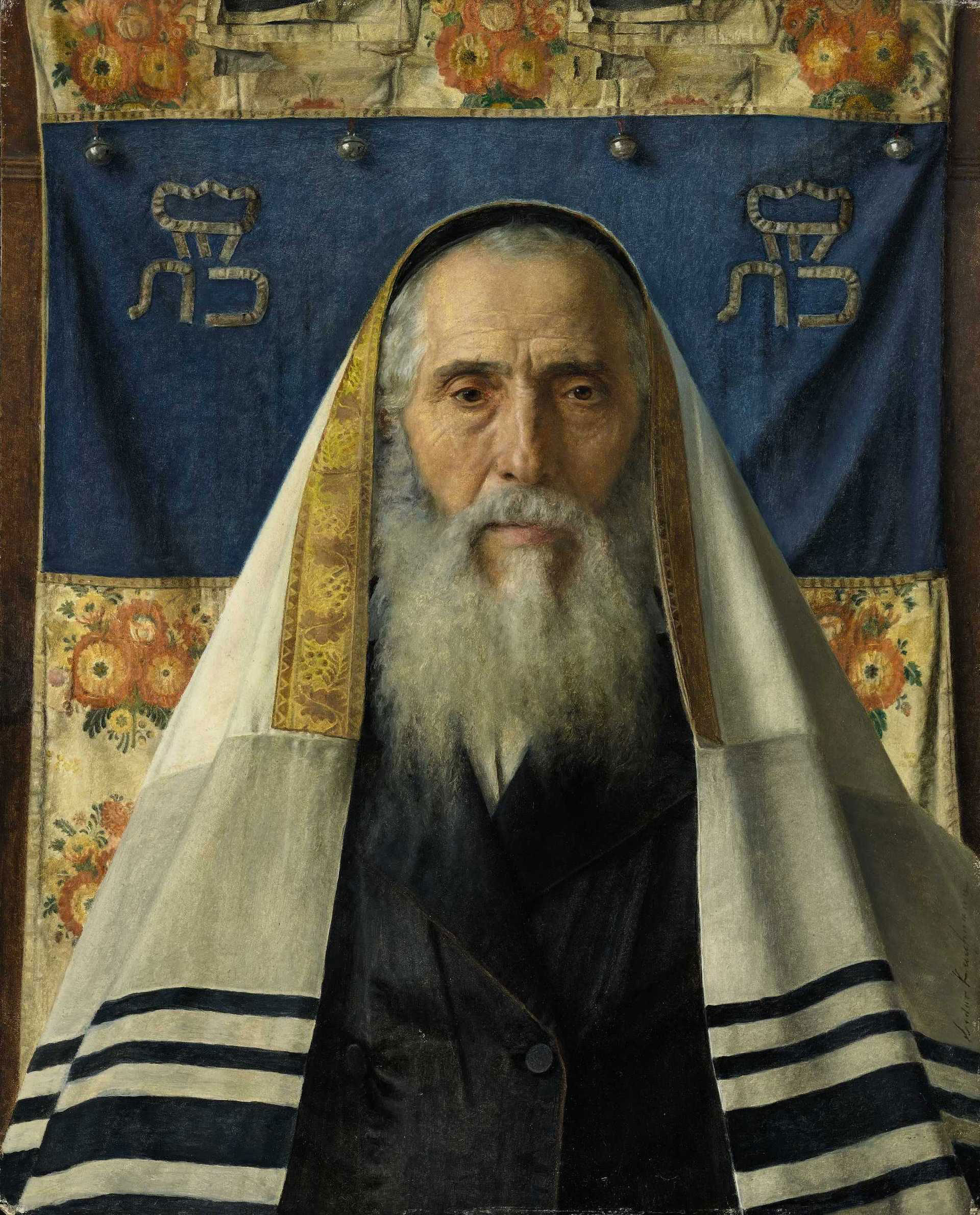
Tranh phác họa người do thái mặc khăn choàng cầu nguyện

Isidor Kaufmann (tiếng Hungary: Kaufman(n) Izidor, tiếng Hebrew: איזידור קאופמן; tháng Ba ngày 22 năm 1853 ở Arad – 1921 ở Vienna) là một hoa sĩ người do thái sinh sống ở Đế quốc Áo-Hung. Ông đã cống hiến sự nghiệp của cả cuộc đời mình cho việc vẽ tranh theo thể loại Do Thái, ông đã đi khắp tứ xứ Đông Âu để tìm kiếm những cảnh quan sinh sống sinh hoạt của người Do Thái.

## Lối sống và sự nghiệp
Sinh ra có cả cha và mẹ đều là người Do Thái Hungary tại Arad, Vương quốc Hungary (hiện tại ở Rumani), Kaufmann ban đầu được định hướng cho một nghề nghiệp thương mại và có thể hoàn thành ước muốn của mình để trở thành họa sĩ vào những năm tháng cuối của cuộc đời chàng.
Năm 1875, chàng đến Landes-Zeichenschule ở Budapest, nơi đây chàng đã ở lại một năm. Năm 1876, chàng rời khỏi xứ Vienna, nhưng bị từ chối nhập học tại Học viện Mỹ thuật trong vùng đó, chàng đã trở thành một học trò của họa sĩ chân dung Joseph Matthäus Aigner. Chàng sau đó vào Malerschule của Học viện Vienna, và sau đó trở thành một học sinh riêng của giáo sư Josef Matyáš Trenkwald.
Những bức tranh nổi bật nhất của chàng đề cập đến cuộc đời của người Do Thái tại Ba Lan. Những tác phẩm của chàng bao gồm: Der Besuch des Rabbi (tác phẩm nguyên bản dưới quyền sở hữu của Hoàng đế Áo Franz Joseph I của Áo, trong viện bảo tàng Kunsthistorisches), Schachspieler, Der Zweifler (mà chàng đã nhận được giải huy chương vàng ở giải Weltausstellung năm 1873).
Các danh hiệu khác của Kaufmann bao gồm: Baron Königswarter Künstler-Preis, huy chương vàng của Hoàng đế Đức, huy chương vàng của Triển lãm Quốc tế tại Munich, và huy chương của lớp đệ tam tại Triển lãm Universelle ở Paris.
Một trong những đệ tử tài giỏi nổi bật nhất của chàng là Lazar Krestin.